# Куліг
Куліг — санний потяг; катання на санях, запряжених кіньми, у якому беруть участь декілька санних упряжок (процесія). Куліг — традиційна зимова забава панства у Польщі від часів Польського королівства та Речі Посполитої (тобто від XVI ст.). У сучасній Польщі  куліг — традиційна новорічно-різдвяна забава.
Британський історик Норман Дейвіс у своїй книзі “Історія Польщі” писав: «Узимку kulig, або санні виїзди, становили чудовий спосіб товариських забав. Низка запряжених кіньми саней, де сиділо повно людей у хутрах і чудових убраннях, вирушала по снігу в подорож по околицях. Очолювали поїзд молоді парубки, з передніх саней долинала музика, в морозному повітрі дзвеніли дзвіночки, поїзд рухався від двору до двору. В кожному домі пили за здоров’я господаря й запрошували дівчат приєднатися. В якомусь домі зупинялися надовго і влаштовували імпровізований бал або бенкет. Уночі, тримаючи вгорі над головою смолоскипи, щоб освітити собі шлях, товариство розходилося по домівках.».
|                                                           |
| Зиґмунт Айдукевич. «Куліг у Польщі» (створено перед 1917) |

|                                                |
| Куліг на картинах Альфреда Веруша-Ковальського |

|  |
|  |

|                                                    |
| Куліг у Західних Бескидах (Горце), лютий 2006 року |

|  |
|  |